# Pascal Caumartin
Pascal Caumartin is een Nederlands voormalig voetballer die als aanvaller voor VC Vlissingen speelde.

## Carrière
Pascal Caumartin speelde in de jeugd van VV Middelburg en VC Vlissingen. In 1989 speelde hij als zeventienjarige in het eerste elftal van Vlissingen. Nadat Vlissingen in 1990 de overstap naar het betaald voetbal maakte, speelde Caumartin vooral in het tweede elftal. Aan het einde van het seizoen speelde hij drie wedstrijden in de Eerste divisie. Hierna maakte hij de overstap naar VV Bevelanders, waar hij een seizoen speelde. Via VV Veere keerde hij in 1993 terug bij Vlissingen, wat inmiddels weer in het amateurvoetbal speelde. Hier speelde hij tot 2001, waarna hij nog twee jaar voor Veere speelde.

### Statistieken
| Seizoen                   | Club           | Land           | Competitie     | Competitie | Competitie | Beker | Beker | Totaal | Totaal |
| Seizoen                   | Club           | Land           | Competitie     | Wed.       | Dlp.       | Wed.  | Dlp.  | Wed.   | Dlp.   |
| ------------------------- | -------------- | -------------- | -------------- | ---------- | ---------- | ----- | ----- | ------ | ------ |
| 1990/91                   | VC Vlissingen  | Nederland      | Eerste divisie | 3          | 0          | 0     | 0     | 3      | 0      |
| Carrièretotaal            | Carrièretotaal | Carrièretotaal | Carrièretotaal | 3          | 0          | 0     | 0     | 3      | 0      |
| Bijgewerkt op 10 mei 2022 |                |                |                |            |            |       |       |        |        |